# إدوارد د. هيد
إدوارد د. هيد (بالإنجليزية: Edward D. Head) هو كاهن كاثوليكي أمريكي، ولد في 5 أغسطس 1919 في وايت بلينس في الولايات المتحدة، وتوفي في 29 مارس 2005 في كينمور في الولايات المتحدة.